# Rita Carewe
Rita Carewe (9 de septiembre de 1909-22 de octubre de 1955) fue una actriz cinematográfica estadounidense.
Nacida en Nueva York, su padre fue Edwin Carewe, director y productor cinematográfico de United Artists. Edwin firmó a Rita un contrato de cinco años con First National Pictures, el cual consiguió gracias a su trabajo en Joanna (1925), película dirigida por él.
Su primer papel tras el contrato fue en High Steppers (1926). En la película trabajaba Dolores del Río, Mary Astor, y Lloyd Hughes. Carewe fue seleccionada como una de las trece actrices más prometedoras del momento por la Western Association of Motion Picture Advertisers en 1927 (WAMPAS Baby Stars). La eligieron junto a Natalie Kingston, Sally Phipps, Adamae Vaughn, Iris Stuart, y otras ocho. 
Un comité de 25 personalidades de la industria cinematográfica promovió a Carewe para el papel de Lorelei Lee en Gentlemen Prefer Blondes (1928). Sin embargo, el papel finalmente lo consiguió Ruth Taylor. Carewe interpretó a la chica de la calle en Resurrection (1927). A ello siguió un papel más importante, el de Tina, en Revenge (1928). La película se basaba en la historia escrita por un autor de origen gitano, Konrad Bercovici.
Su primer título sonoro fue Prince Gabby (1929). En este film, adaptación de una novela de Edgar Wallace, actuó junto a Edward Everett Horton. Su última actuación para el cine fue en Radio Kisses (1930).
Carewe se fugó a los 22 años de edad a Yuma, Arizona, con el actor Leroy Mason en julio de 1928. Mason había sido descubierto por el padre de Carewe en un mostrador de sándwiches. Carewe y Mason se separaron en diciembre de 1934. Mason falleció en 1947 a causa de una enfermedad cardiaca producida mientras trabajaba en un estudio.
Rita Carewe falleció en Torrance, California, en 1955. 